# Nearctaphis yohoensis
Nearctaphis yohoensis är en insektsart. Nearctaphis yohoensis ingår i släktet Nearctaphis och familjen långrörsbladlöss. Inga underarter finns listade i Catalogue of Life.